# Telepítés (informatika)
A telepítés (gyakran lehet találkozni az angol installation és setup kifejezésekkel) az a folyamat, amikor egy alkalmazás vagy operációs rendszer a számítógépre kerül. A folyamatot végrehajtó programok elkészítése külön programozással vagy telepítőkészítő programok segítségével történik. Maga az eljárás gyakran részben vagy egészében testre szabható (például a célkönyvtár, telepítendő összetevők, parancsikonok stb.).
A legtöbb program és operációs rendszer ilyen telepítőket használ, vannak azonban olyanok is, melyek egyszerűen átmásolják a szükséges fájlokat (például Mac OS X alkalmazások, a Mozilla Firefox korábbi változatai).
Egyes operációs rendszerek egyszerűen, telepítés nélkül, CD-ről, DVD-ről vagy pendrive-ról indíthatóak, és manapság egyre több népszerű programnak készítik el az ilyen (ún. portable) változatát.
A telepítéskor végzett tipikus változtatások közé tartozik a következők létrehozása vagy módosítása:
- osztott vagy nem osztott használatú futtatható állományok és programkönyvtárak (DLL-ek)
- mappák
- beállításjegyzék-elemek (Microsoft Windows alatt)
- konfigurációs fájlok
- környezeti változók
- parancsikonok

## Lásd még
- telepítőszoftver-készítő programok listája
- Windows Installer
- Inno Setup
- Nullsoft Scriptable Install System